# Catherine de Bologne
Pour les articles homonymes, voir Sainte Catherine et Bologne (homonymie).
Sainte Catherine de Bologne, née Catherine Vigri en 1413 à Bologne et morte en 1463 dans la même ville, est une religieuse italienne, mystique, et artiste du XVe siècle. Elle est fêtée le 9 mars.

## Sa vie
Catherine est née à Bologne en 1413, enfant de la famille patricienne des Vigri, proche des seigneurs de Ferrare. Son père ayant été chargé par Nicolas III de Ferrare d'un poste important à la cour, elle devint la compagne de Marguerite, princesse de Ferrare et partagea ses jeux et son éducation raffinée.
Les arts et les lettres étaient particulièrement cultivés à la cour de Ferrare comme ils l'étaient aussi, dans d'autres villes italiennes de cette époque, telle Mantoue. Les enfants des familles princières y recevaient une éducation couvrant aussi bien les arts que la philosophie, les belles lettres que les exercices tels que monter à cheval ou manier les armes. Catherine fut ainsi capable de lire et d'écrire en latin, et apprit aussi la peinture et l'art de la miniature religieuse.
Une grande partie du temps était aussi consacrée à l'étude de la religion et de la philosophie chrétienne.
Catherine prenait part aux bals et aux plaisirs qu'appréciait cette jeunesse princière, on disait d'elle qu'elle était belle, et que les bons partis se pressaient auprès d'elle. Toutefois, elle avait des goûts plus simples, elle aimait la solitude, et refusait obstinément de se marier.
Quand sa compagne Marguerite épousa Roberto Malatesta, prince de Rimini, elle ne voulut pas la suivre, malgré ses objurgations, et préféra consacrer sa vie à la prière et aux œuvres charitables. Malgré les réticences et la tristesse de ses parents, elle partit donc rejoindre une communauté de dames pieuses qui faisaient partie d'un tiers-ordre d'inspiration augustinienne. Conseillées par des franciscains, elles transformèrent leur communauté en monastère de clarisses.
Catherine y prononça ses vœux en 1432. Elle y était chargée de la formation des novices.
Rapidement, elle fut favorisée de visions, d'extases, mais aussi de tentations, de doutes. Elle bénéficia d'une vision de Marie la nuit de Noël 1445 qui lui présenta l'Enfant Jésus. Elle vit aussi François d'Assise lui montrant ses stigmates. Ses sœurs admiraient son application, son bon sens, et sa profonde piété.

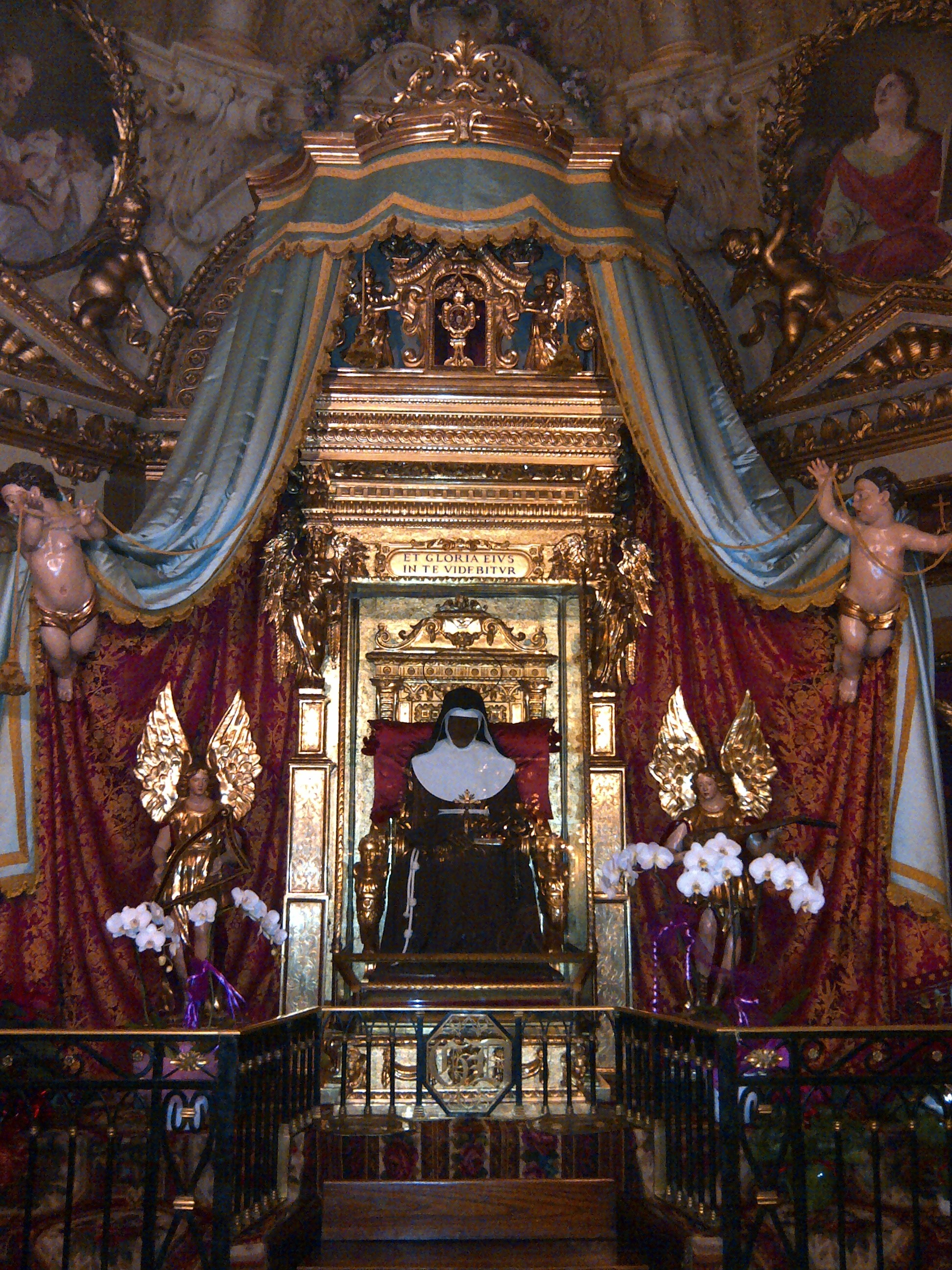
Le corps incorruptible de sainte Catherine, chapelle de l'église du monastère Corpus Domini de Bologne.

En 1455, le vicaire général de l'Observance avait obtenu du pape Calixte III un bref autorisant la fondation de monastères de clarisses en divers points d'Italie. Quelques chevaliers furent ainsi envoyés depuis Bologne jusqu'à Ferrare pour y demander l'envoi de religieuses. Catherine fut de celles-ci, et fut désignée comme abbesse de la nouvelle fondation.
Elle arriva dans sa ville natale, le 22 juillet 1456, et fut solennellement accueillie par le cardinal Bessarion, légat du pape, et par le cardinal archevêque de la ville, suivi du clergé, du Sénat, et de toute la population.
Catherine s'y distingua par sa profonde vie spirituelle, et par ses conseils avisés aux sœurs du monastère. Elle passa 7 ans à Bologne et mourut le 9 mars 1463. Aussitôt des miracles se seraient produits sur son tombeau, à tel point que sa dépouille, seulement 18 jours après ses obsèques, fut exposée à la vénération des sœurs et des fidèles. On l'installa sous un baldaquin dans une chapelle de l'église Corpus Domini du monastère (it), où elle se trouve toujours.

## Ses œuvres
Ses écrits :

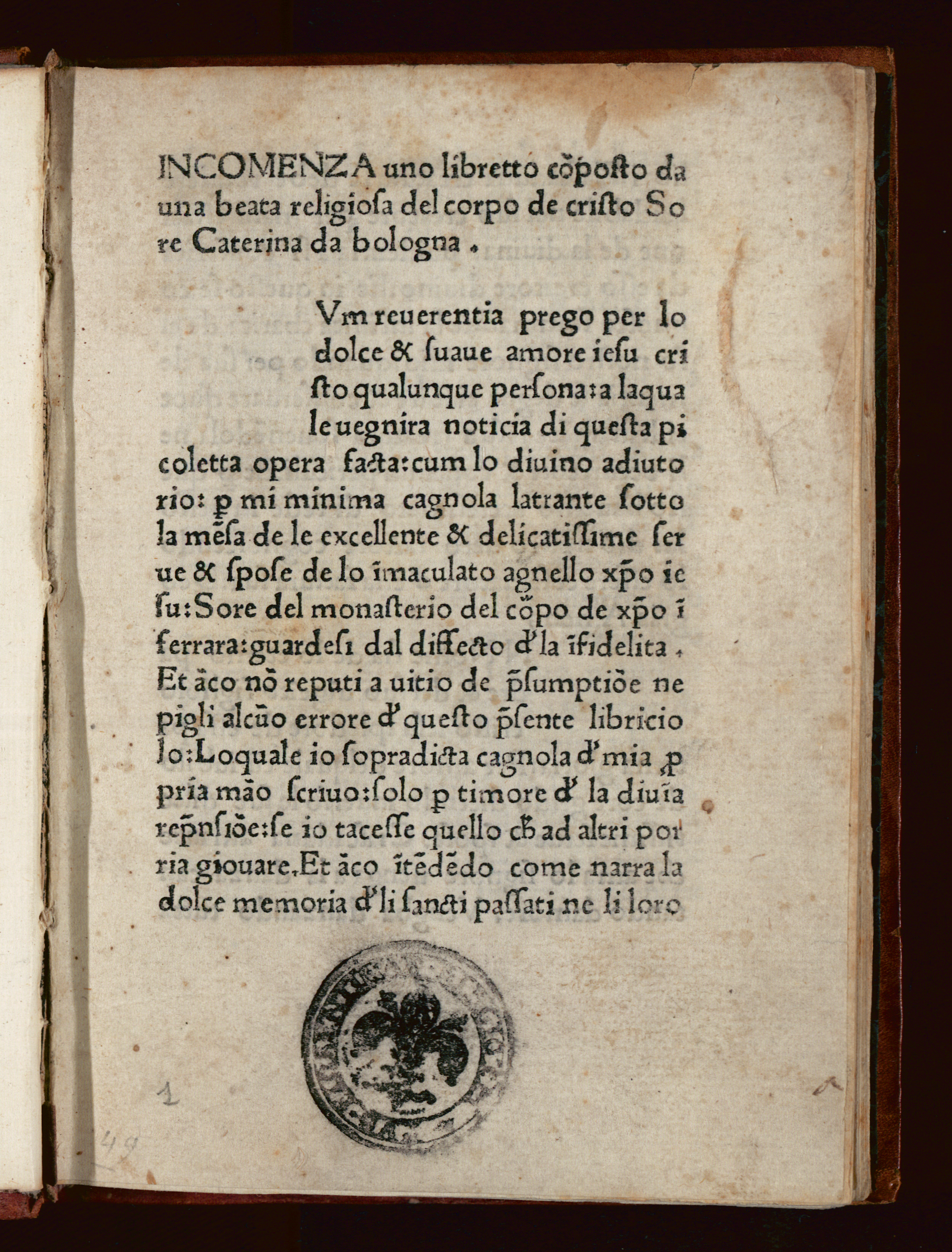
Sette armi spirituali, 1475.

- La seule œuvre écrite qui ait été conservée est le Traité des sept armes du combat spirituel.

Ses œuvres picturales :
Ses supérieurs, au lieu de réprimer ses talents de peintre, l'encouragèrent, et lui aménagèrent au couvent un petit atelier où elle pouvait travailler en dehors des offices.
- Dans l'église du Corpus Domini : un tableau représentant le Christ en croix.
- Aux Galeries de l'Académie : un tableau de sainte Ursule.
- Dans l'église San Giovanni in Bragora de Venise: un tableau en quatre parties représentant des martyres.

## Citation
Citation de sainte Catherine de Bologne : « Quand je désire obtenir sûrement une grâce, j’ai recours aux âmes du purgatoire, afin qu’elles présentent ma requête à notre Père commun. »

## Canonisation
Catherine a été canonisée en 1712 par le pape Clément XI. Elle est commémorée le 9 mars selon le Martyrologe romain. Elle est la patronne des artistes (et plus particulièrement des peintres).

## Sources
- Wikitau (encyclopédie franciscaine libre et gratuite)
- Article de Marie Léra dans la revue Le Noël du 17 février 1916.